# Paulo Victor (voleibolista)
 Paulo Victor Costa da Silva (Corumbá, 12 de maio de 1986) é um voleibolista indoor brasileiro, atuante na posição de Oposto com experiência em clubes nacionais e internacionais,  servindo a Seleção Brasileira de Novos conquistou o ouro na Copa Pan-Americana de 2011 no Canadá e também nos Jogos Mundiais Militares  realizados neste mesmo ano no Brasil. Ainda pela Seleção Brasileira Militar conquistou a medalha de ouro no Campeonato Mundial Militar de 2014 no Brasil. Em sua trajetória por clubes foi medalhista de ouro na Liga Europeia MEVZA da temporada 2008-09, foi semifinalista na edição de 2009-10 e medalhista de prata na temporada 2010-11; também foi medalhista de bronze no Campeonato Sul-Americano de Clubes  de 2013 e medalhista de ouro no Campeonato Mundial de Clubes de 2013, além do  ouro no Campeonato Sul-Americano de Clubes de 2014 e semifinalista do Campeonato Mundial de Clubes de 2014, ambas competições no Brasil.

## Carreira
Paulo Victor surgiu para o voleibol com 15 anos de idade, sob orientação dos professores Wilson e Fathe, época de dificuldades, pois, estudava e trabalhava ajudando o pai com pedágio na rua para custear alimentação e viagem, não era muito tão aficionado pela modalidade e como tais professores perceberam que tinha potencial, começaram a treiná-lo e prepara-lo, durante um mês treinou, contou com ajuda de parentes para viajar a Campo Grande, disputou o Estadual e teve bom desempenho.
Em 2004 recebeu convocação da Seleção Sul-Mato-Grossense, categoria juvenil ,recebendo toda material esportivo , foi preparado para posição de Oposto e disputou o Campeonato Brasileiro de Seleções desta categoria na Divisão Especial, este realizado em Saquarema-Rio de Janeiro, ocasião que tal representação não realizou uma boa competição, sem nenhuma vitória, encerrando no oitavo lugar (último lugar), mas Paulo Victor se destacou e um olheiro de São José dos Campos o convidou para atuar na equipe juvenil do Orion / Fedenc / Pac/São José dos Campos para o Campeonato Paulista.E após contato com sua família, ingressou nesta categoria e na temporada 2006-07 estava treinando para categoria adulto, obtendo ótimos resultados físico e técnico, como estave em seu último ano na categoria juvenil, iniciou  na categoria adulto em um time de Bento Gonçalves, mas não obteve êxito  e retornou ao interior paulista.
PV por intermédio de um empresário, conseguiu contrato no voleibol argentino na temporada 2007-08 no Banco Industrial Azul , permanecendo  quatro meses neste ao disputar a Liga A1 Argentina alcançou o sexto lugar, além disso foi o terceiro Maior Pontuador  e oitavo Melhor Atacante da edição.Em 2008 se transferiu para o voleibol austríaco, passando a defender o Hypo Tirol INNSBRUCK sagrando-se tricampeão  consecutivamente da Bundesliga  A Austríaca nas temporadas 2008-09, 2009-10 e 2010-11, disputou a Copa CEV 2008-09 avançando por este clube até as oitavas de final, e nesta temporada conquistou a medalha de ouro na Liga Europeia MEVZA de Clubes, sediada em Viena-Austria, e vestia a camisa#9.
Na temporada 2009-10 disputou  por esse clube austríaco a Liga dos Campeões da Europa alcançando a fase do Playoffs 6 e na edição correspondente da Liga Europeia MEVZA de Clubes, novamente sediada em Viena, foi semifinalista, alcançando a quarta posição.Em sua última temporada no clube austríaco  disputou a Liga Europeia MEVZ de Clubes 2010-11 e conquistou por esse mesmo clube a medalha de prata, edição disputada em Insbruque-Áustria e foi o Maior Pontuador da competição com 47 pontos.Também disputou a Liga dos Campeões da Europa de 2011 e encerrou na terceira posição na Fase de grupos, Grupo F, não avançando a fase dos playoffs, mas nesta edição foi o décimo quarto colocado entre os maiores pontuadores registrando 129 pontos e o décimo melhor atacante com 113 ataques.
Em 2011 foi convocado para Seleção Brasileira de Novos para disputar a Copa Pan-Americana sediada em Gatineau -Canadá, e nesta edição conquistou a medalha de ouro vestindo a camisa#5, registrando 23 pontos na final, no geral fez 58 pontos em quatro jogos e eleito o Melhor Jogador da Competição.Ainda pela seleção de novos representou a Seleção Brasileira Militar na edição dos Jogos Mundiais Militares de 2011, estes realizados no Rio de Janeiro-Brasil  e conquistou a medalha de ouro nesta edição.
Retornou ao Brasil e compos nas competições de 2011-12 o elenco do  EBX  conquistando de forma invicta o título do Campeonato Carioca de 2011 e disputou a Superliga Brasileira A correspondente, sendo semifinalista e alcançando a quarta posição.Em 2012 foi convocado para representar a Seleção Brasileira Militar na edição do Campeonato Mundial Militar sediado em Teerã-Irã.
Renovou com esse clube carioca na temporada 2012-13 e obteve o bicampeonato carioca em 2012 e disputou por este mesmo clube a Superliga Brasileira A 2012-13 conquistando seu primeiro título nesta competição.Ainda em 2013 disputou pelo RJX o Campeonato Sul-Americano de Clubes realizado em Belo Horizonte-Brasil, ocasião que obteve a medalha de bronze.
Na temporada 2013-14 foi contratdo pelo  Sada Cruzeiro, conquistando o título do Campeonato Mineiro de 2013, além de disputar consecutivamente seu segundo Campeonato Mundial de Clubes, este realizado em Betim-Brasil, vestindo a camisa#5 , obtendo seu primeiro título, além de inédito para o clube e consequentemente para modalide no masculino.Em 2014 conquistou o ouro da Copa Brasil em Maringá-Paraná  e conquistou seu primeiro ouro no Campeonato Sul-Americano de Clubes em Belo Horizonte-Minas Gerais e chegou a final da Superliga Brasileira A 2013-14, finalizando com seu bicampeonato consecutivo da competição.
Em 2014 disputou pelo Sada Cruzeiro a edição do Campeonato Mundial de Clubes , este sediado em Belo Horizonte e foi semifinalista encerrando na quarta posição.Ainda em 2014 foi convocado para Seleção Brasileira de Novos para representar a Seleção Militar mais uma vez e conquistou a medalha de ouro na 33ª edição do Campeonato Mundial Militar deste ano , realizado no Rio de Janeiro e foi eleito o Melhor Jogador da edição.E renovou com o Sada Cruzeiro para as competições do período esportivo 2014-15.
Em 2020, juntou-se ao Sporting Clube de Portugal., e na temporada 2021-22 transfere-se para o SESI-SP, depois em 2022-23 transferiu-se pra o time cipriota do KUUTIOHOMES Pafiakos. Na temporada de 2023-24, foi contratado pelo Saneago/Goiás VôLei.

## Títulos e Resultados
- 2014-4º lugar do Campeonato Mundial de Clubes(Belo Horizonte,  Brasil)[34]
- 2014- Campeão da Copa Brasil [30][32]
- 2013-14- Campeão da Superliga Brasileira A[31]
- 2013– Campeão do Campeonato Mineiro [32]
- 2012-13- Campeão da Superliga Brasileira A[26]
- 2012– Campeão do Campeonato Carioca[23]
- 2011-12- 4º Lugar da Superliga Brasileira A[20]
- 2011– Campeão do Campeonato Carioca[19]
- 2010-11-Campeão do Bundesliga A Austríaca [1]
- 2009-10-4º lugar da Liga Europeia MEVZA de Clubes(Viena,  Áustria)[9]
- 2009-10-Campeão do Bundesliga A Austríaca [1]
- 2008-09-Campeão do Bundesliga A Austríaca [1]
- 2007-08-6º lugar da Liga A Argentina [1]
- 2004-8º lugar do Campeonato Brasileiro de Seleções Juvenil [3]

## Premiações Individuais
- MVP do Campeonato Mundial Militar  de 2014[36]
- MVP da Copa Pan-Americana de 2011[1]
- Maior Pontuador da Liga Europeia MEVZA de Clubes de 2010-11[11]
- 3º Maior Pontuador da Liga A1 Argentina 2007-08[1]
- 8º Melhor Atacante da Liga A1 Argentina 2007-08[1]

## Ligações Externas
- «Profile Da Silva-FIVB (en)». www.fivb.org
- «Profile PV -FIVB (en)». www.fivb.org
- «Profile Paulo Victor Costa da Silva (en)». www.cev.lu